# Queen of My Heart
«Queen of My Heart» — первый сингл с альбома World of Our Own ирландской группы Westlife.
Релиз сингла состоялся за неделю до выхода третьего номерного альбома группы. 11 ноября «Queen of My Heart» возглавил британский хит-парад, став уже девятым синглом № 1 для ирландского музыкального коллектива. Авторами песни стали Стив Мак, Уэйн Гектор (авторы таких песен группы, как Swear It Again (1999), Flying Without Wings (1999), What Makes a Man (2000), World of Our Own (2002)), а также Джон Маклафлин и Стив Робсон. «Queen of My Heart» — один из самых успешных синглов Westlife. Его общие продажи в Великобритании превысили 335 000 экземпляров, что позволило получить ему серебряный статус, а в списке синглов-бестселлеров 2001 года он занимает 23 строчку.

## Список композиций
UK CD1
1. «Queen Of My Heart» (Radio Edit) — 4:20
2. «When You’re Looking Like That» (Single Remix) — 3:53
3. «Reason For Living» — 4:03
4. «When You’re Looking Like That» (Video) — 3:53

UK CD2
1. «Queen Of My Heart» (Radio Edit) — 4:20
2. «When You’re Looking Like That» (Single Remix) — 3:53
3. «Interview» (Video) — 5:16
4. «Queen Of My Heart» (Video) — 4:26

## Позиции в чартах
| Чарт                       | Высшая позиция в чарте |
| -------------------------- | ---------------------- |
| Австралия                  | 33                     |
| Бельгия                    | 14                     |
| Великобритания             | 1                      |
| Германия                   | 27                     |
| Дания                      | 15                     |
| Европа (Eurochart Hot 100) | 8                      |
| Ирландия                   | 1                      |
| Италия                     | 27                     |
| Нидерланды                 | 12                     |
| Новая Зеландия             | 4                      |
| Норвегия                   | 12                     |
| Румыния                    | 24                     |
| Швейцария                  | 37                     |
| Швеция                     | 3                      |

### Итоговое чарты
| 2001           | Позиция |
| -------------- | ------- |
| Великобритания | 23      |
| Ирландия       | 14      |